# Tribunal fédéral du travail

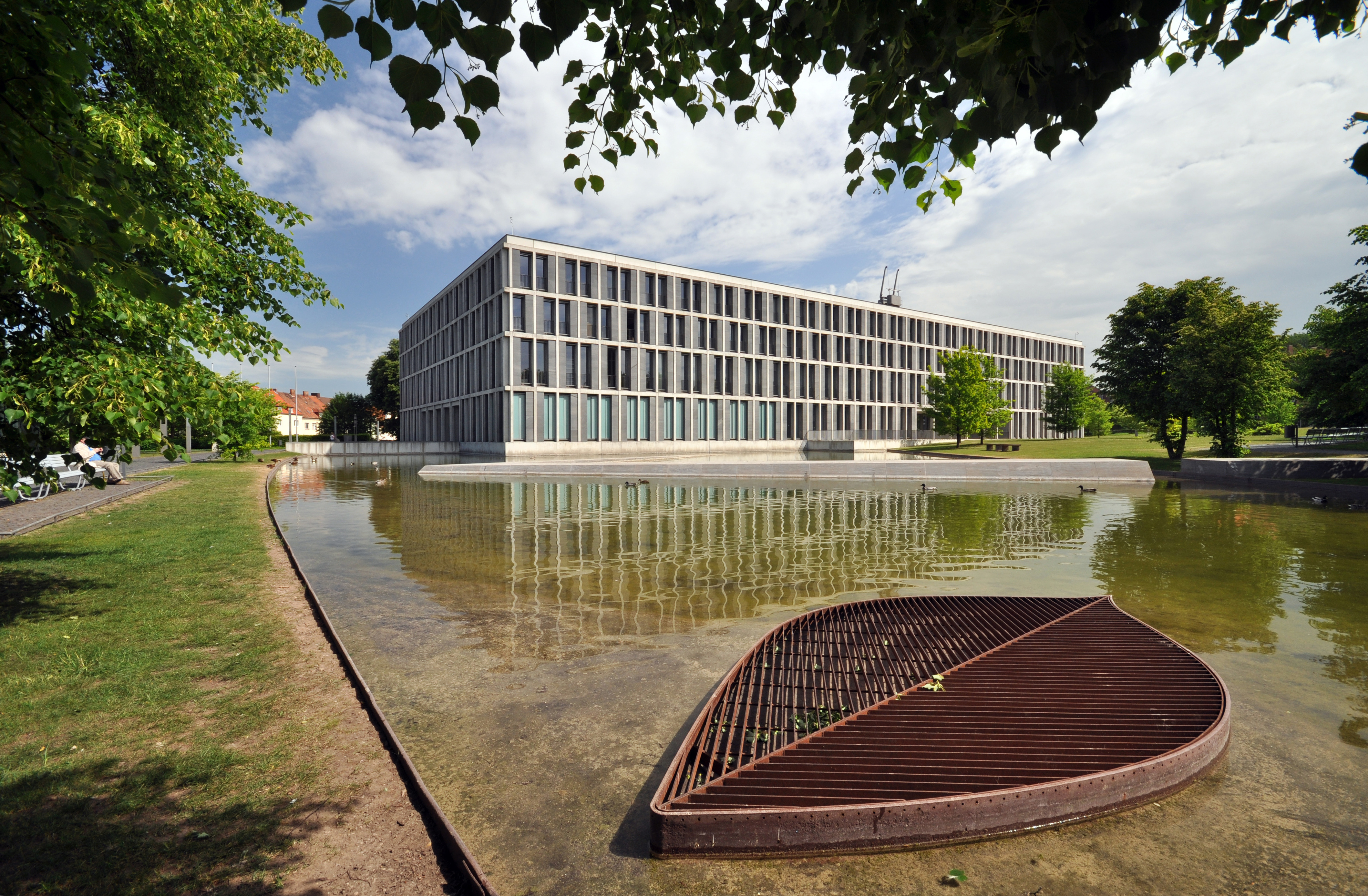
Le tribunal fédéral du travail (Bundesarbeitsgericht) en 2011.

Le tribunal fédéral du travail (en allemand : Bundesarbeitsgericht) est le tribunal de dernier recours pour les cas du droit du travail en Allemagne, à la fois pour le droit du travail individuel (concernant principalement les contrats de travail) et le droit collectif du travail (par exemple des cas concernant les grèves et la négociation collective). Par appel, le tribunal entend des causes des Landesarbeitsgerichte (tribunaux régionaux du travail), qui, eux-mêmes, entendent les décisions des Arbeitsgerichte (tribunaux communs du droit du travail).
Il est situé à Erfurt dans le land de Thuringe. La présidente du tribunal est actuellement Ingrid Schmidt depuis 2005.